# Lightning rocket
Un lightning rocket (en català: coet de llamps) és un coet que desenrotlla un conductor elèctric, com un cable de coure fi, a mesura que puja, per dur a terme càrregues de llamps a terra. Els llamps produïts per aquest procés s'anomenen "llamps desencadenats" (triggered lightning en anglès).

## Disseny
Un parallamps conductor està connectat a la terra i col·locat al costat del tub de llançament en comunicació amb el camí conductor per així controlar el temps i la ubicació d'un llampec des dels núvols de tempesta. El conductor arrossegat pel coet pot ser o un cable físic, o una columna de gas ionitzat produït pel motor del coet. Un coet de llamps que utilitza un propel·lent sòlid pot tenir sals de cesi afegides, que produeix un camí conductor quan els gasos d'escapament són descarregats del coet. En un coet de propel·lent líquid s'utilitza una solució de clorur de calci per formar el camí conductiu.
El sistema consisteix en una plataforma de llançament especialment dissenyada amb parallamps i conductors connectats. La plataforma de llançament està controlada sense fils o a través d'una línia pneumatica a l'estació de control per evitar que la descàrrega es desplaci a l'equip de control. El cable de coure fi (més recentment reforçat amb Kevlar) està fixat a terra i el cable surt del coet a mesura que puja. El llampec inicial segueix aquest cable i és com a resultat inusualment recte. A mesura que el cable és vaporitzat pel llampec inicial, els llampecs subsegüents són més angulars com en la naturalesa i segueixen el rastre d'ionització del llampec inicial. Els coets d'aquest tipus s'utilitzen tant per a la investigació dels llamps com per al control dels llamps.

## El sistema Betts
El coet de llamps Betts, patentat per Robert E. Betts el 2003, consisteix d'un llançador de coets que està en comunicació amb un dispositiu de detecció que mesura la presència del canvi electroestàtic i iònic en proximitat al llançador de coets que també dispara el coet. Aquest sistema està dissenyat per controlar el temps i la ubicació d'un llampec. A mesura que el coet vola cap als núvols de tempesta, aquest líquid és expulsat cap amunt formant una columna en l'aire de partícules que són més conductores elèctricament que l'aire circumdant. D'una manera similar al sistema que empra un propel·lent sòlid com el productor conductor, aquest camí conductiu condueix un llampec a la terra per controlar així el temps i la ubicació d'un llampec del núvol de tempesta.